# Sama Beirut
Sama Beirut es un rascacielos en Beirut, Líbano. Su construcción comenzó en 2010 y se terminó en 2017. Sus 195,2 metros y 52 pisos lo convierten en el edificio más alto de Líbano.
| Predecesor: Sky Gate | Edificio más alto del Líbano 2017 - Actulaidad | Sucesor: - |